# Carl Fredric Dahlgren
Carl Fredric Dahlgren, född den 20 juni 1791 på Stens bruk i Kvillinge socken i Östergötlands län, död efter ett långvarigt lidande (i cancer) i Stockholm natten mellan 1 och 2 maj 1844, var en svensk präst och skald.
Dahlgren blev student vid Uppsala universitet 1809, prästvigdes 1815, blev pastorsadjunkt i Ladugårdslands församling i Stockholm 1816, komminister i samma församling 1824 och i Storkyrkoförsamlingen 1829. Vid riksdagarna 1829, 1834 och 1840 var han ledamot av prästståndet -- vald av Stockholms komministrar -- och tillhörde i denna egenskap avgjort det liberala partiet. Under flera år var han en av prästståndets fullmäktige i Riksgäldskontoret.

## I litterära kretsar
Jämte P.A. Sondén med flera kamrater stiftade Dahlgren såsom gymnasist vid Linköpings gymnasium 1808 det litterära samfundet "Vitterhetens vänner". I denna krets uppträdde han såsom satirisk diktare. Hans första kända skaldestycken trycktes i "Norrköpings Tidningar" 1809. Under studenttiden lämnade han flera bidrag till Atterboms "Poetisk kalender". 
Men först i Stockholm, i vars vittra umgängesliv han intog en mycket framstående plats, fick hans skaldeanlag en rikare utveckling. Där diktade han, inspirerad av huvudstadens sköna omgivningar,  idylliska naturskildringar. Jämte A.J. Cnattingius stiftade han 1815 i Stockholm det s.k. "Manhemsförbundet". Längre fram var han med om att stifta sällskapen "Gröna rutan" (1816), "Bellmanska sällskapet" (1824), och "Aganippiska sällskapet" (i slutet av 1830-talet). Inom dessa, liksom i sällskapet "Par Bricole", gav han sitt skämtsamma lynne fritt lopp i en mängd föredrag i bunden och obunden form.

## Författarskap
Dahlgren gav ut ett stort antal arbeten på både vers och prosa. Bland dem märks åtskilliga kalendrar, såsom 
- "Opoetisk calender för poetiskt folk" (1821–1822; utgiven av Dahlgren tillsammans med Carl Jonas Love Almqvist, Lorenzo Hammarsköld, Claes Livijn och P.A. Sondén),
- "Freja : poetisk kalender för år 1830–1831"[4]
- "Freja, poetisk kalender för 1832–1833"[4]
- "Aftonstjernan. Poetisk kalender för 1833" (1832) och
- "Morgonstjernan. Poetisk kalender för 1834" (1833).

Dahlgrens bidrag i dessa, liksom i Atterboms poetiska kalendrar, utgörs huvudsakligen av lyrisk-idylliska skaldestycken. Mycket kända och omtyckta blev Zephyr och den gungande flickan, Kärlekens snaror, Hök och dufva, Sista paret ut och Vårsång på Valborgsmässoafton ("Våren är kommen"). Bland Dahlgrens dikter i dramatisk form -- de flesta, liksom i allmänhet hans större arbeten, mindre lyckade än hans smärre lyriska stycken -- märks den dramatiserade idyllen Ulla Vinblads död. Mollbergs epistlar (1819–1820) är en samling med blandad vers och prosa, där särskilt kan framhållas Kommentarier öfver månskenet i Haga och den tredje episteln: Skönhetslinier. 
Komedin Argus i Olympen (1825) är riktad mot tidningen "Argus" och innehåller en mängd anspelningar på politiska och sociala förhållanden i början av 1820-talet. Minnesvärd är även den av Dahlgren och Clas Livijn gemensamt författade "Andra natten" av den komiska hjältedikten och partiskriften "Markalls sömnlösa nätter" (riktad mot den s.k. gamla skolan och i synnerhet mot P.A. Wallmark). Dahlgren skrev även flera romaner och noveller, bland vilka den humoristiska berättelsen Ungdomsfantasier, eller Nahum Fredrik Bergströms krönika är den mest kända. Åren 1825–1827 utgav han tillsammans med Lorenzo Hammarsköld, A.I. Arwidsson, Peter Wieselgren m.fl. tidningen "Kometen", i vilken han kvickt kritiserade varjehanda litterära företeelser.

## Eftermäle
Dahlgren var en lyrisk-idyllisk skald och en bland Sveriges mest betydande humoristiska författare. Han utgick från den romantiska (s.k. nya) skolan och deltog i dess litterära fejder. Samtiden kallade honom "fosforisternas humorist". Han skilde sig dock snart från dem och uppträdde sedermera i det hela som självständig diktare. Hans poesi utmärker sig i allmänhet genom en lekande kvickhet, men man har anmärkt på en viss planlöshet och ibland även på en brist på god smak. Mot slutet av sin levnad förföll han till ett vårdslöst manér, sannolikt därför att han ofta nödgades skriva för bröd. 
Hans belönades 1831 av Svenska Akademien med det Lundbladska priset.

### Urval och samlade arbeten
- Samlade arbeten. Stockholm: Marcus & co. 1847–1852. Libris 72405. https://runeberg.org/dfcsamarb/ - Även med en av A.I. Arwidsson författad levnadsteckning.
  -  1, [Lyriska dikter]. Libris 72406. https://runeberg.org/dfcsamarb/1/
  -  2, [Lyriska dikter  : [(Forts); Dikter uti dramatisk form]]. Libris 72407. https://runeberg.org/dfcsamarb/2/
  -  3, [Dikter i dramatisk form, (Forts); Dikter i blandad vers och prosa]. 1847. Libris 72408. https://runeberg.org/dfcsamarb/3/
  -  4, [Prosaiska uppsatser ; Romaner och noveller]. 1848. Libris 72409. https://runeberg.org/dfcsamarb/4/
  -  5, Noveller och romaner, [(Forts)]. 1852. Libris 72410. https://runeberg.org/dfcsamarb/5/
- Samlade skrifter. Svenska författare (Ny, omanordnad uppl). Stockholm: Bonnier. 1875. Libris 54070. https://runeberg.org/cfd/
  -  D. 1. Libris 54071. https://runeberg.org/cfd/portrait.html
  -  D. 2. Libris 54072. https://runeberg.org/cfd/bi.html
  -  D. 3. Libris 54073. https://runeberg.org/cfd/ci.html
- Ungdomsfantasier eller Nahum Fredrik Bergströms krönika af och öfver honom själf. För skola och hem, 99-2155916-8 ; 4. Stockholm: Ljus. 1900. Libris 1663891
- Utdrag ur Carl Fredrik Dahlgren, Ungdomsfantasier eller Nahum Fredrik Bergströms krönika ... Stockholm: Norstedt. 1929. Libris 1324114
- Svenska mästare. Romantikens mästare, 2  : Stagnelius och Dahlgren. Stockholm: Saxon & Lindström. 1935. Libris 1704711
- Svenska mästare. Skolminnen och livsbilder från tiden 1760–1810 : Ödmann, Dahlgren, Cederborgh, Nicolovius. Stockholm: Saxon & Lindström. 1935. Libris 1704708
- Sanfärdig berättelse om den märkeliga batalj, som i medio af november månad 1824 lewererades emellan några böcker i hr magister Wiborgs boklåda i Storkyrkobrinken. Stockholm: A. Helms. 1957. Libris 2259672
- Om stallmästare och skolmästare. Åseda: Bröd. Lindström boktr. 1969. Libris 1517919. https://runeberg.org/skolmast/